# Národní ústřední knihovna (Tchaj-wan)
Národní ústřední knihovna (čínsky 國家圖書館) je knihovna v Tchaj-pej sloužící jako národní knihovna pro Tchaj-wan. Je pokračovatelem knihovny založené v období pevninské Čínské republiky pod vládou Kuomintangu v hlavním městě Nankingu v roce 1933. Na Tchaj-wanu, kam byla část jejích sbírek přesututa, byla založena v roce 1949. Knihovna má právo na obdržení povinného výtisku knih a dalších fyzických i digitálních dokumentů publikovaných na Tchaj-wanu., a od roku 1988 slouží jako agentura přidělující ISBN.
Nejedná se o Národní tchaj-wanskou knihovnu (čínsky 國立臺灣圖書館). Ta se nachází v obvodu Čung-che Nové Tchaj-pej, navazuje na knihovnu založenou během období japonské koloniální nadvlády v roce 1914 a navzdory svému jménu není národní knihovnou Tchaj-wanu, ale veřejnou knihovnou, která není komunální, ale celonárodní a státní.

## Budovy asbírky knihovny

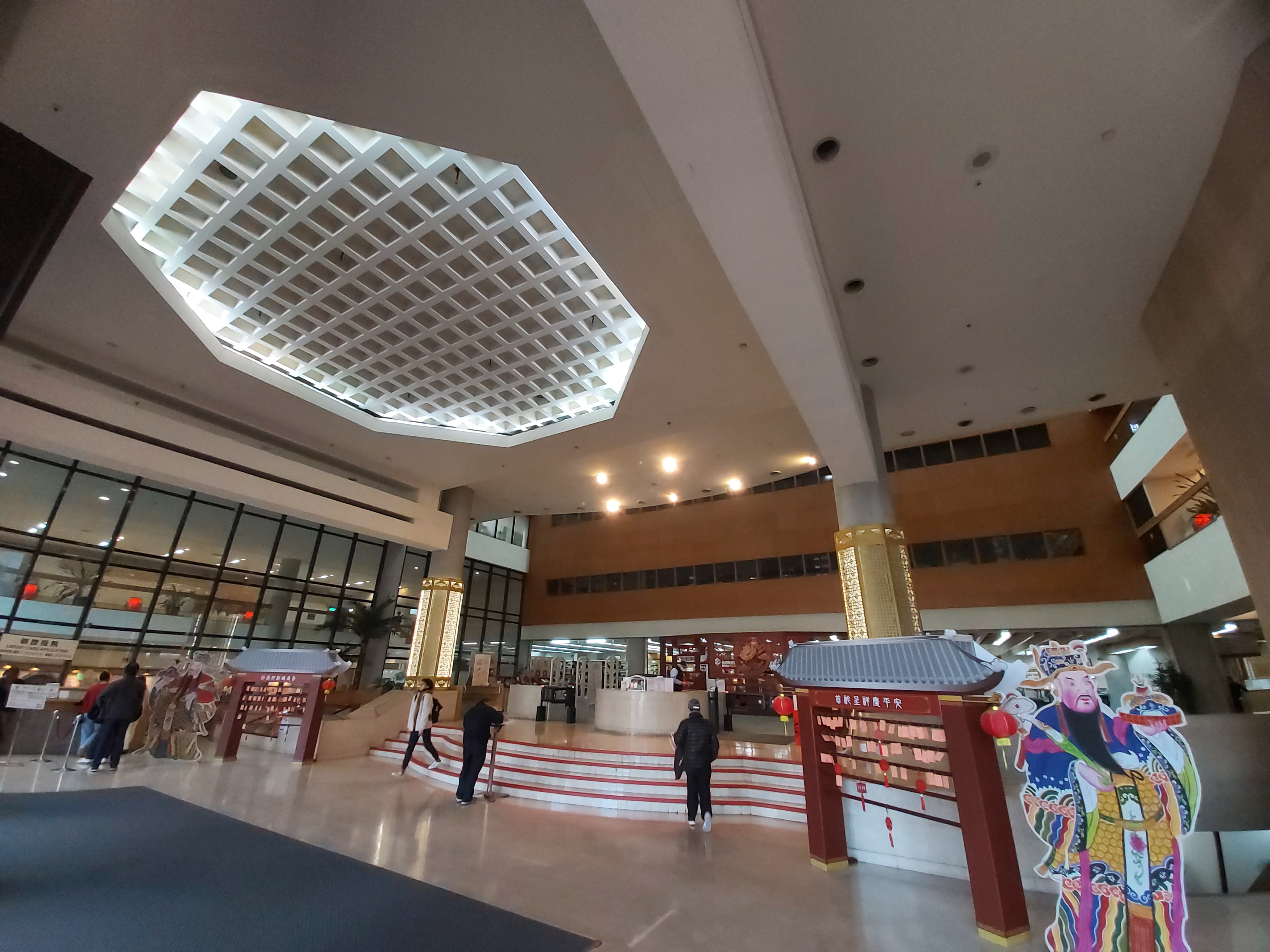
Vstup do čítárny Národní ústřední knihovny

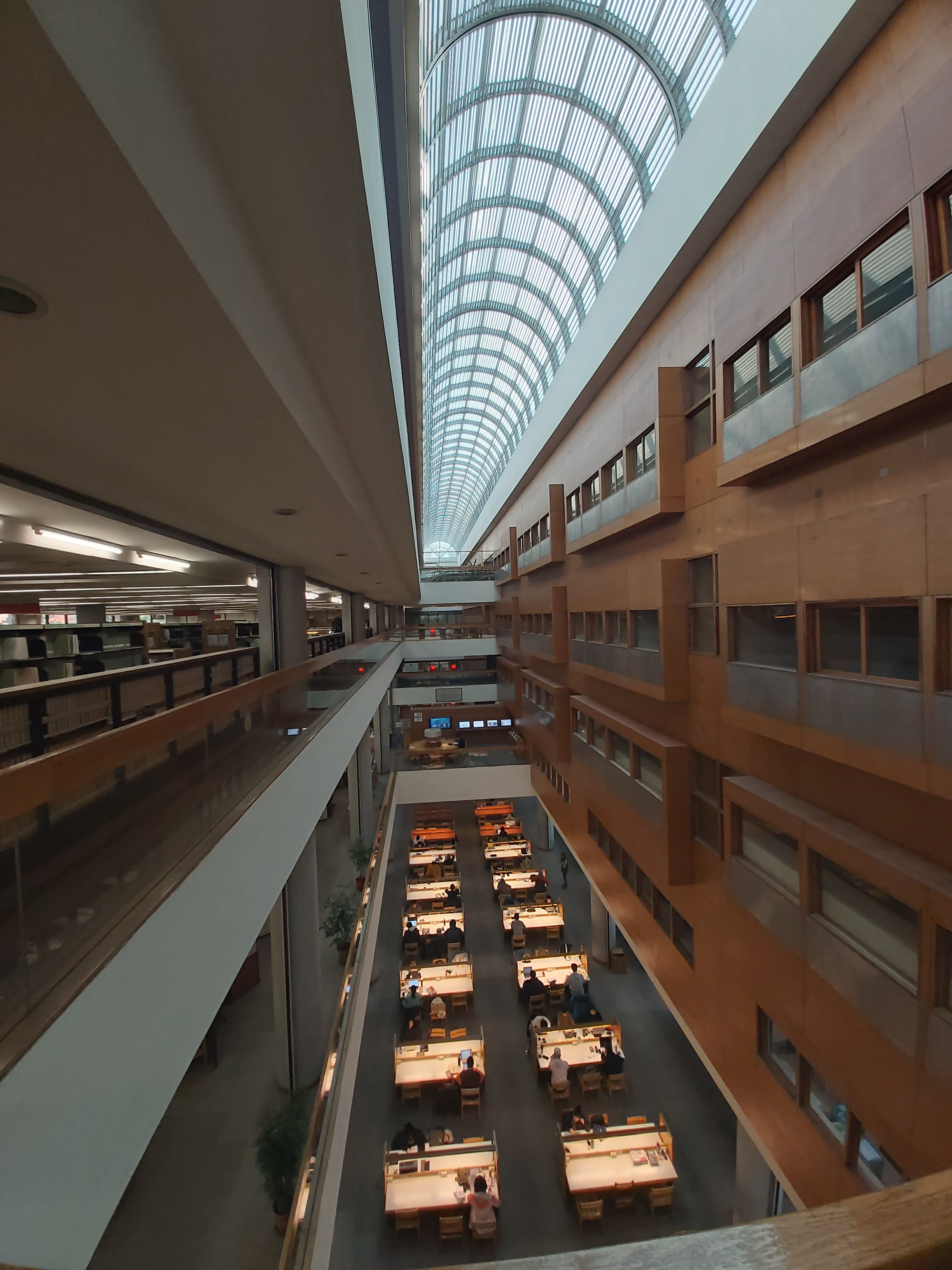
Čítárna Národní ústřední knihovny

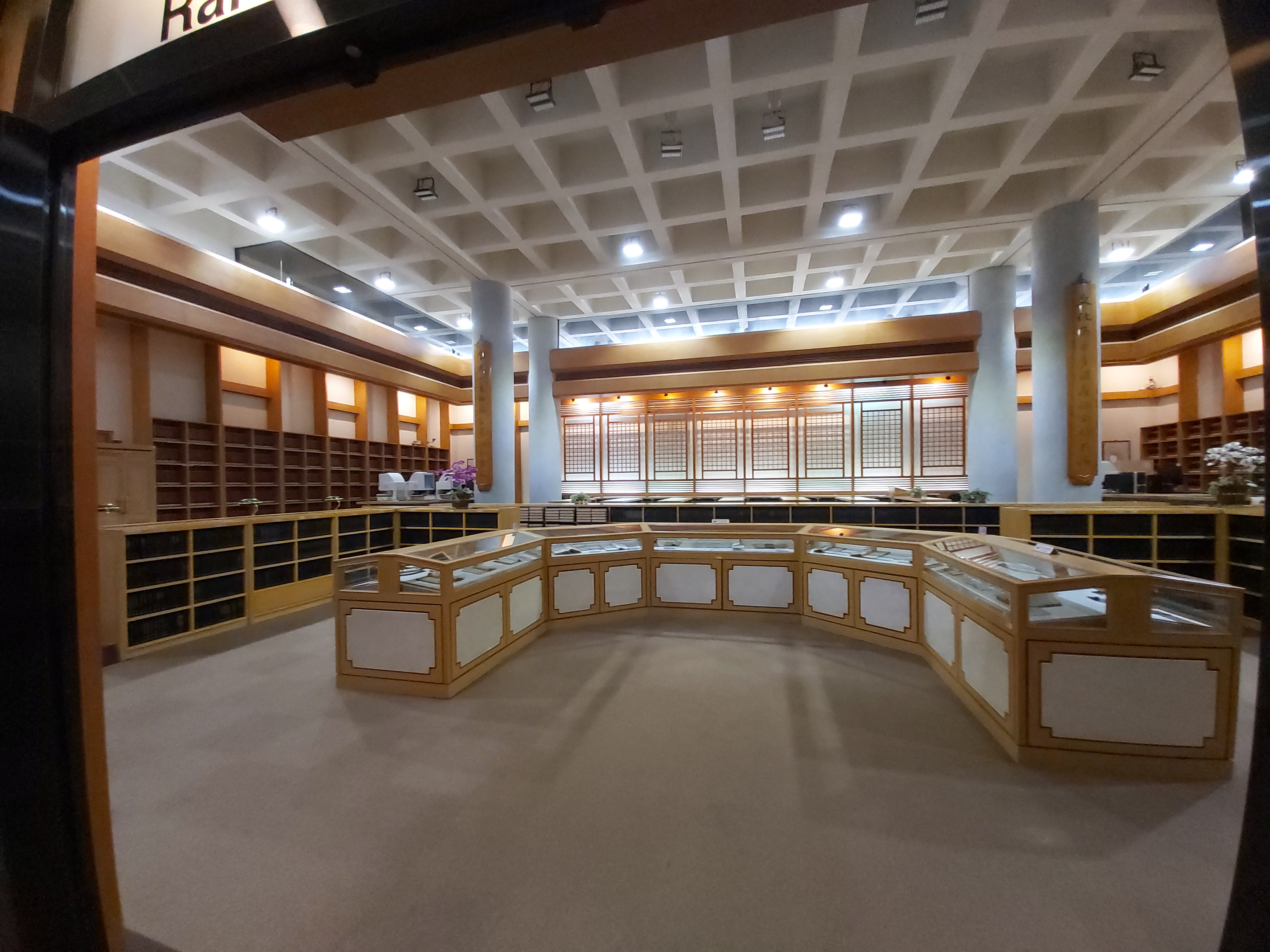
Místnost s vzácnými rukopisy a tisky

- Hlavní budova[3] (20 Zhongshan South Road, Čung-čeng, Tchaj-pej)
  - současné čínské publikace (za posledních 5 let, starší je potřeba objednat ze skladu), závěrečné práce, vzácné rukopisy a tisky, referenční a vládní dokumenty
  - obecná studovna, studovna periodik, studovna novin, studovna čínských studií, studovna pacifických studií
- Centrum pro čínská studia[4] (v Hlavní budově)
  - vzniklo v roce 1981 v Národní ústřední knihovně
  - Spravuje sbírky čínských studií, poskytuje služby čtenářům, nabízí výzkumné granty pro zahraniční sinology, věnuje se publikační činnosti, pořádá konference.
- Multimediální centrum OpenLab[5] (14. patro, 4 Xiushan Street, Čung-čeng, Tchaj-pej) (dříve Umělecké a audiovizuální centrum)[6]
  - čítárny a studovny pro všechny věkové kategoie
  - nástroje a nářadí pro šití, jednoduchá práce se dřevem a termotrasferový tisk, 3D tiskárny, software a hardware pro kreslení, zařízení pro nahrávání audia a videa, a další
  - pořádání workshopů a kurzů (ruční práce, digitální design, médiální tvorba apod.)

- Jižní pobočka Národní ústřední knihovny a Národní repozitář (149 Zhangrong Road, Sin-jing, Tchaj-nan)
  - Stavba zahájena v roce 2022 s plánovaným dokončením v roce 2026.[7]

## Historie
Národní ústřední knihovna navazuje na knihovnu, která byla založena v Nankingu, během období pevninské Čínské republiky pod vládou Kuomintangu, v roce 1933 a v roce 1936 otevřena veřejnosti. Mezi lety 1937 a 1945 byla několikrát uzavřena a přestěhována a sídlila v Čchung-čchingu. Roku 1946 byla znovuotevřena v Nankingu, ale již roku 1948 byla kvůli postupu čínských komunistů během čínské občanské války část sbírek odvezena na Tchaj-wan, kde byla knihovna ustanovena jako součást Sjednoceného oddělení správy Národního ústředního muzea a knihovny. Jednalo se o sloučení pěti různých institucí za účelem šetření ve válečném období. V roce 1955 byla znovu osamostatněná knihovna přesunuta do budovy v tchaj-pejské botanické zahradě (která dříve sloužila jako sídlo jiných kulturních institucí) a v roce 1960 byla otevřena veřejnosti. V roce 1982 byla zahájena výstavba nové budovy v tchaj-pejské čtvrti Čung-čeng, kde knihovna sídlí od roku 1986. Od roku 1988 knihovna slouží jako instituce přídělující ISBN. V roce 1996 bylo jméno knihovny v čínštině oficiálně změněno na národní knihovna".
Zákonem o knihovnách z roku 2001 bylo potvrzeno právo Národní ústřední knihovny (společně s knihovnou Legislativního Jüanu na obdržení povinného výtisku knih, periodik, novin, audio a videonahrávek, digitálních médií a internetových zdrojů publikovaných na Tchaj-wanu.
V roce 2017 Legislativní Jüan přijal zákon o projektu na výstavbu Jižní pobočky Národní ústřední knihovny a Národního repozitáře. V roce 2018 byl v architektonické soutěži vybrán projekt architektonické společnosti Bio-architecture Formosana "Knihovna jako město". Stavba započala v roce 2022 v Tchaj-nanu s předpokládaným ukončením v roce 2026.

## Galerie

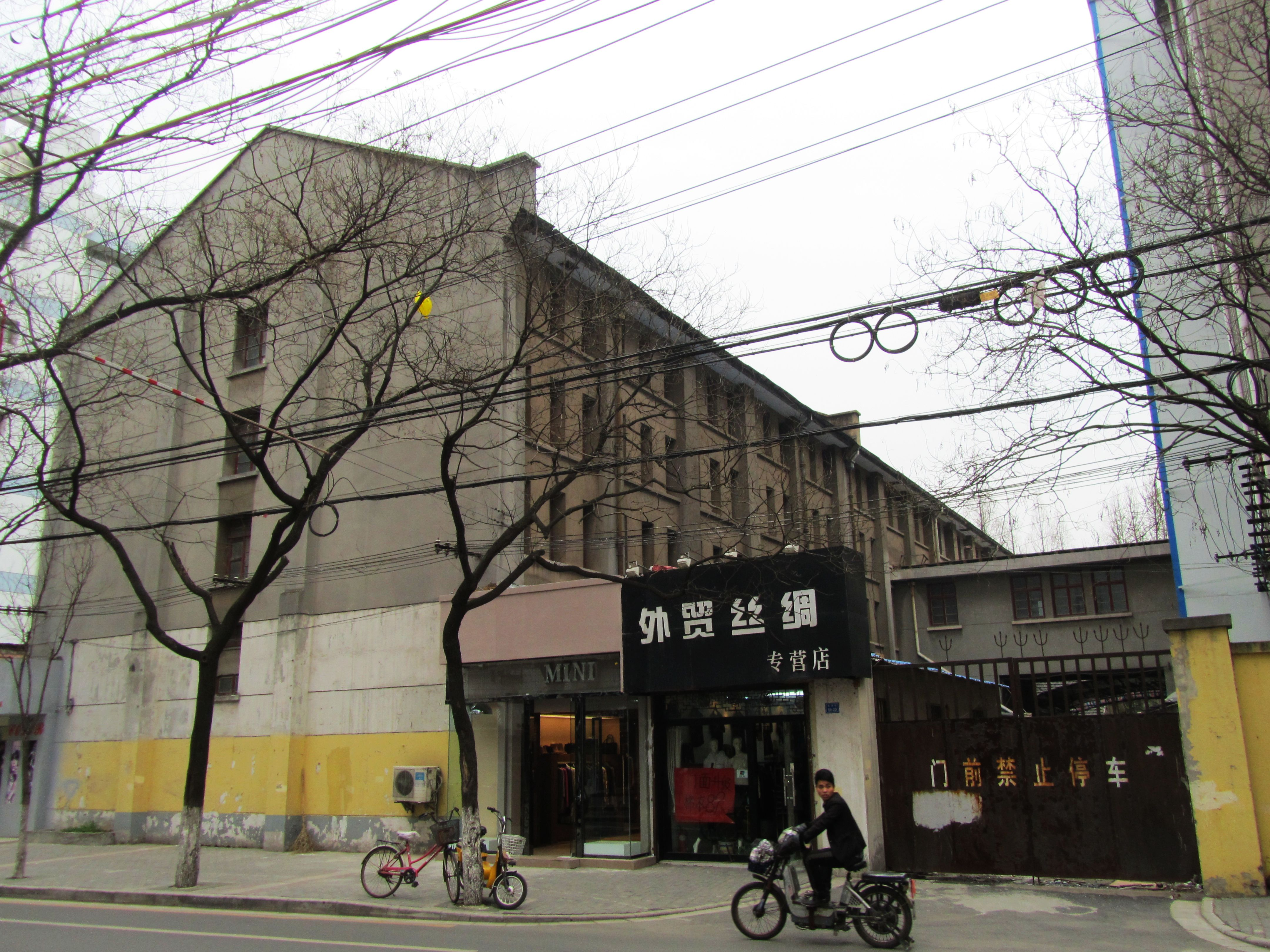
Bývalá budova Ústřední národní knihovny v Nankingu
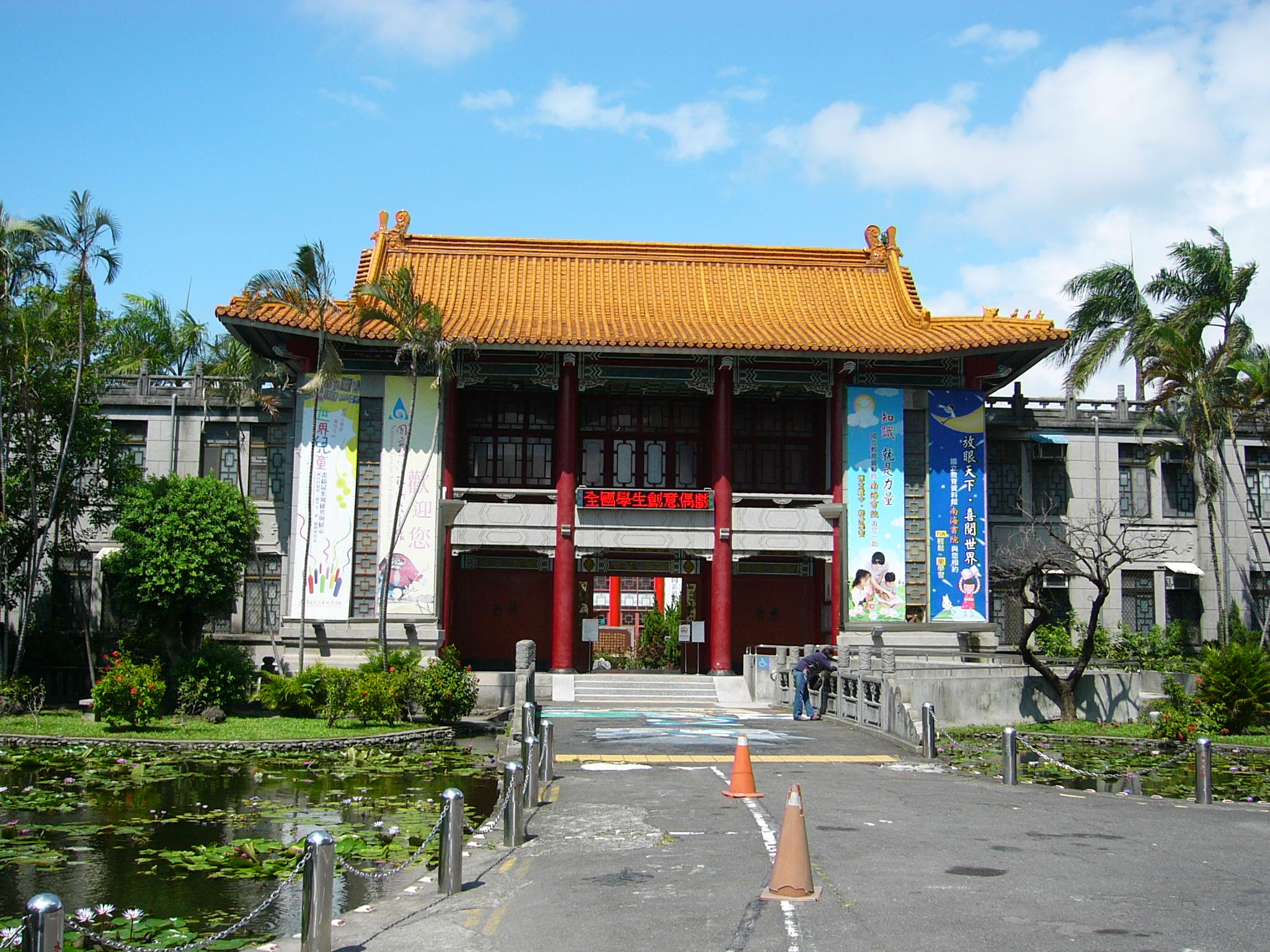
Původní budova Ústřední národní knihovny v Tchaj-pej
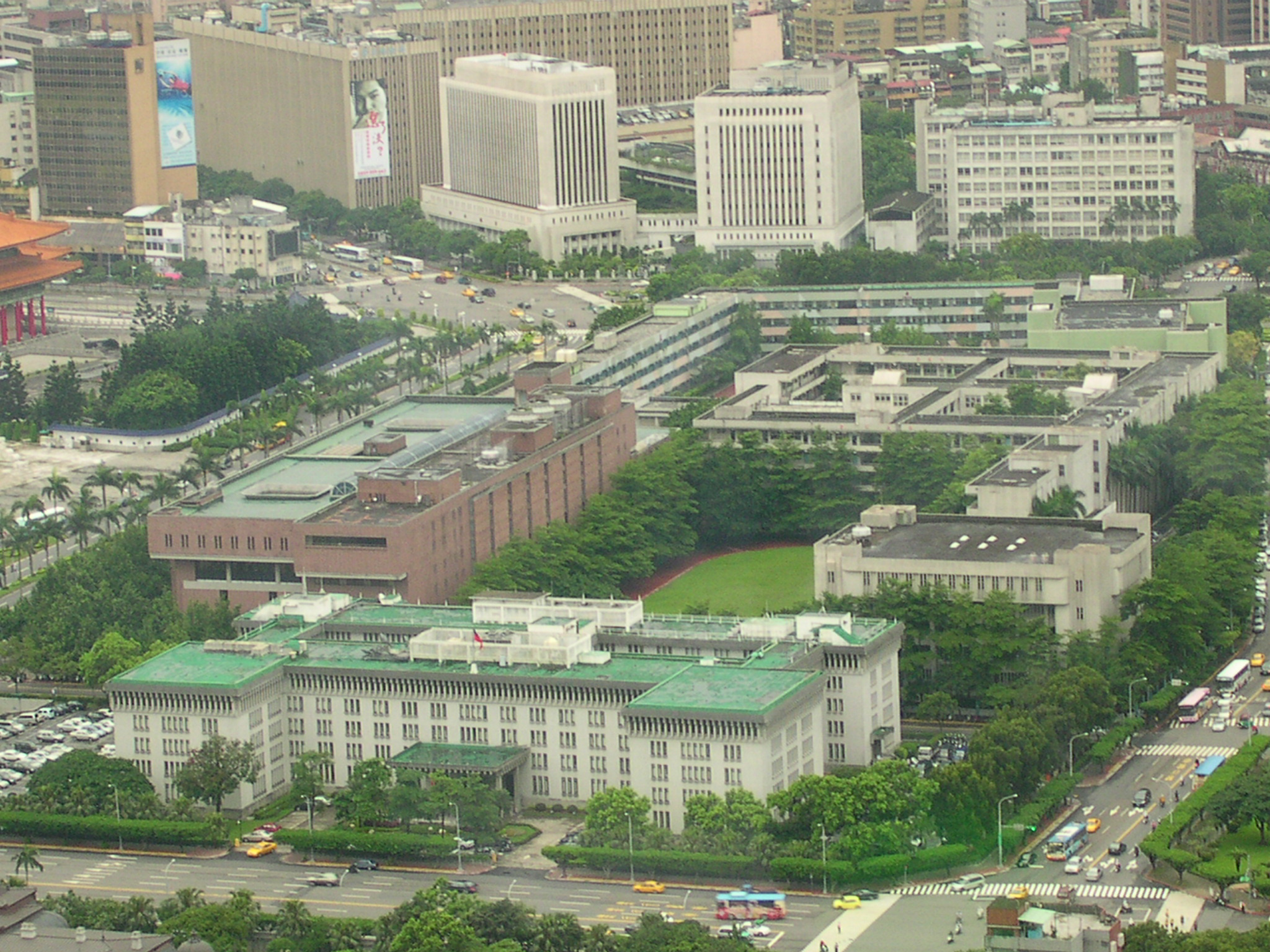
Pohled na budovy Ministerstva zahraničních věcí, Národní ústřední knihovny, Centrální banky, Ministerstva financí a dalších úřadů a škol
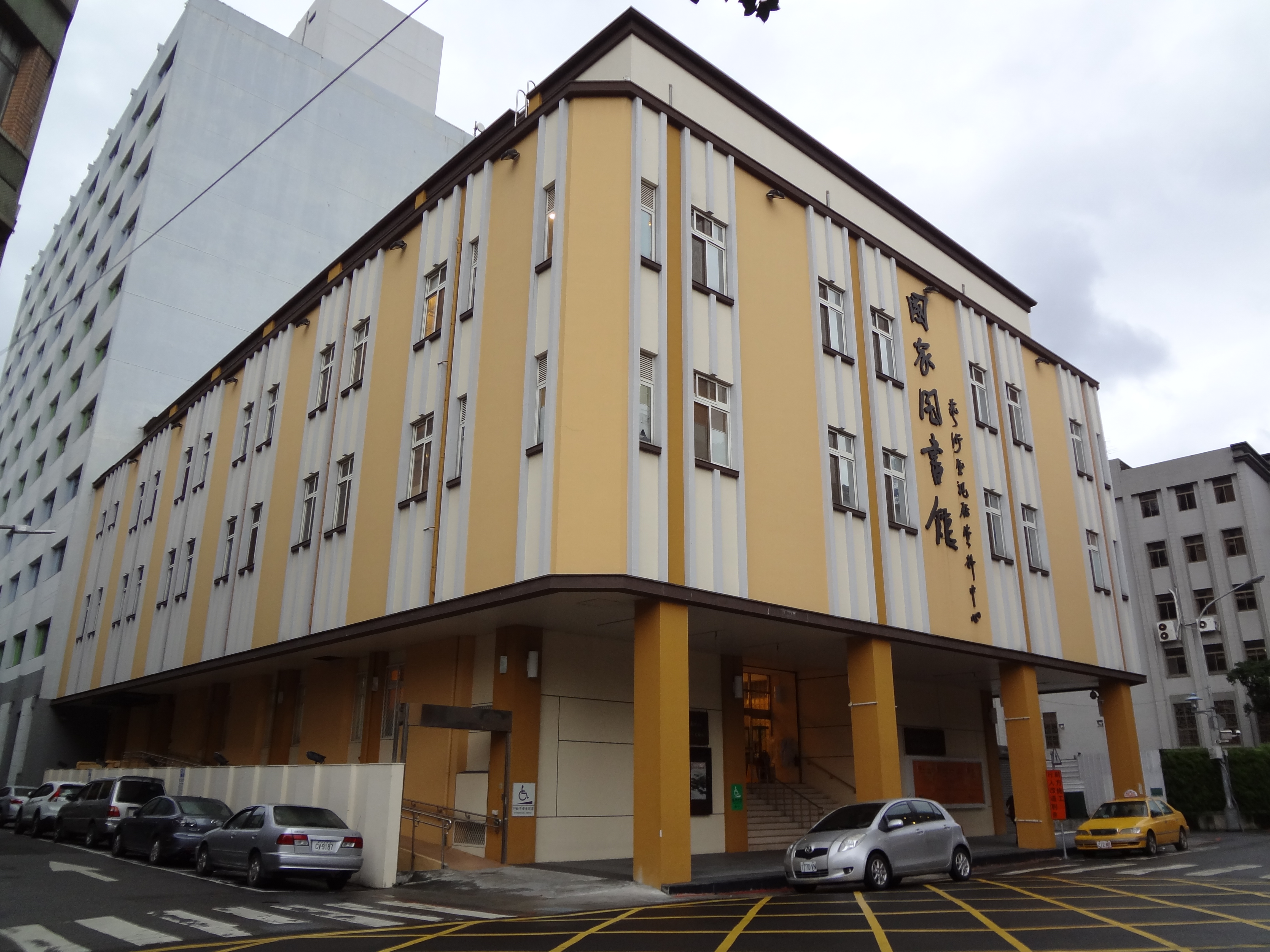
Bývalé Umělecké a audiovizuální centrum Národní ústřední knihovny
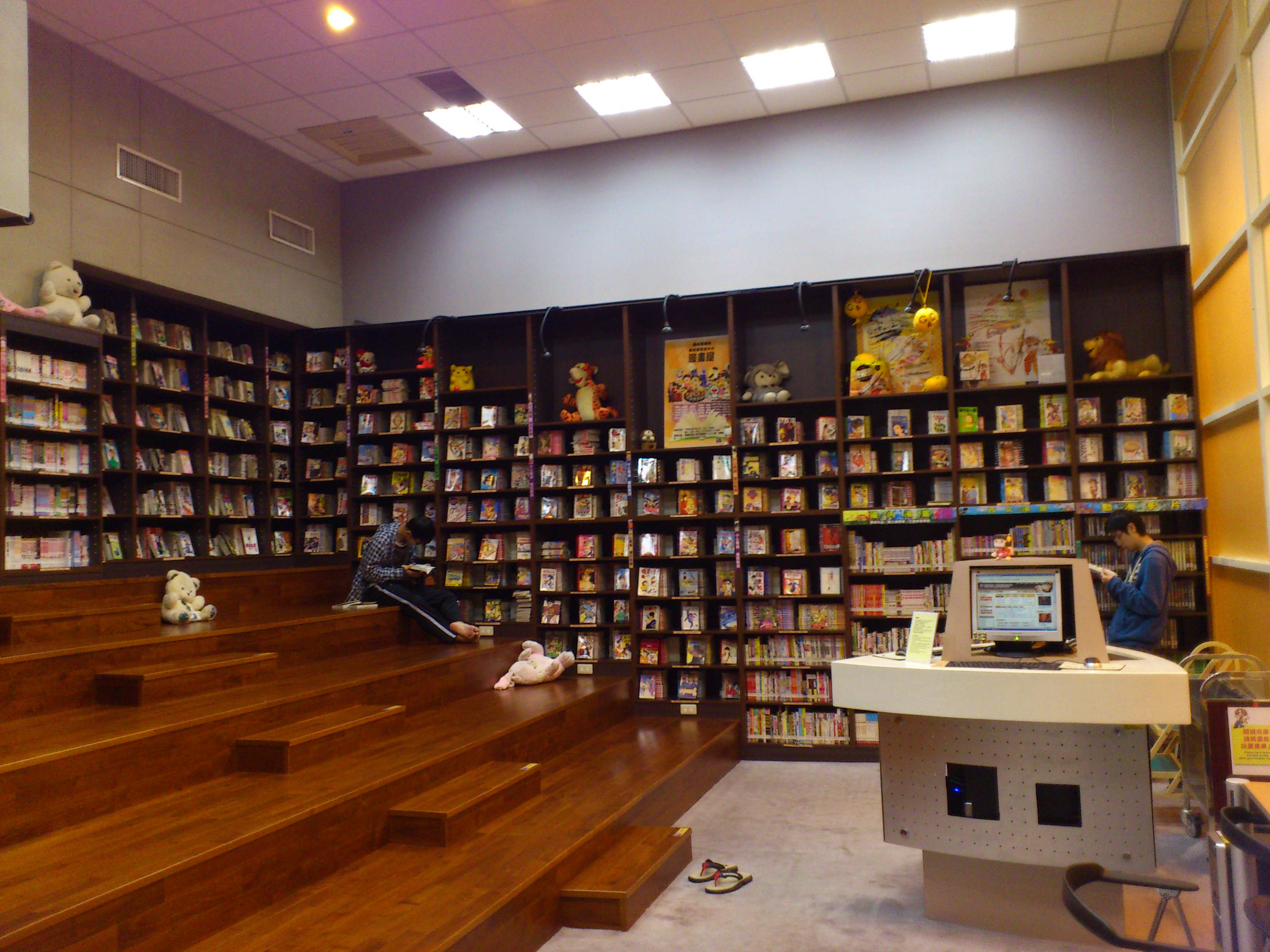
Sekce komiksů a mangy v Uměleckém a audiovizuálním centru Národní ústřední knihovny
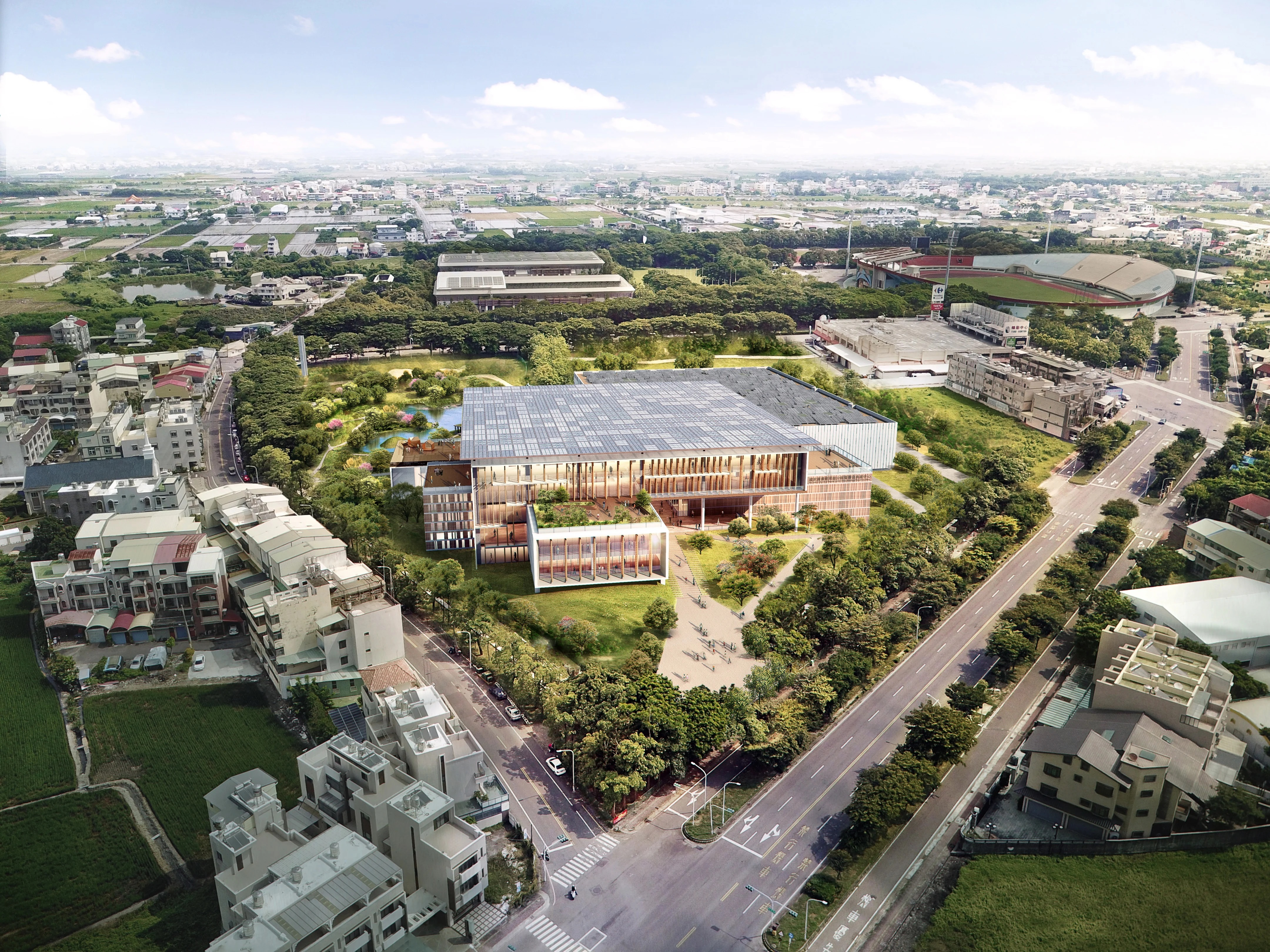
Projekt Jižní pobočky Národní ústřední knihovny a Národního repozitáře